# Oksana Zakaljužnaja
Oksana Anatol'evna Zakaljužnaja (in russo Оксана Анатольевна Закалюжная?; Arcangelo, 18 dicembre 1977) è un'ex cestista russa, professionista nella WNBA.

## Carriera
Con la Russia ha disputato i Campionati mondiali del 2002.